# Forrester Creations
Forrester Creations is een fictief modehuis in de soapserie The Bold and the Beautiful. Volgens een aflevering uit juli 2007 is het modehuis gelegen aan de S. Haragate Avenue in Los Angeles. 

## Geschiedenis
Forrester Creations werd opgericht door Eric Forrester en zijn vrouw Stephanie. Zij had haar vader, zakenman John Douglas, overtuigd om hem geld te lenen voor het bedrijf op te starten. In 1993 vond Brooke Logan de BeLieF-formulie uit (BeLieF staat voor haar initialen van toen Brooke Logan Forrester). Omdat ze de vrouw van Eric was en niet betaald werd door het bedrijf was de formulie eigendom van haar. Ridge liet Brooke een document tekenen om haar rechten af te staan en toen Connor Davis dit in de gaten kreeg maakte hij er een zaak van. Eric stond 51% van de aandelen af aan Brooke en zij werd de nieuwe bazin. Toen ze met Grant Chambers trouwde in 1996 maakte ze hem CEO. In 2006 nam Nick Marone het bedrijf over door Stephanie te chanteren. In oktober 2007 besloot Nick het bedrijf opnieuw aan Eric te verkopen op voorwaarde dat hij zou scheiden van Stephanie. Eric deed dit en nam het bedrijf weer over.
In 2014 wordt Rick de nieuwe CEO van het bedrijf, maar in zijn periode komt het bedrijf in moeilijkheden. Uiteindelijk wordt hij ontslagen door zijn vader Eric en worden Steffy en Ridge benoemd tot co-CEO’s van Forrester Creations.
In 2024 wordt Hope ontslagen en haar lijn Hope For The Future (HFTF) stopgezet. Ze had gezoend met Finn, de man van Steffy, en hem later verleid waarop Steffy binnenkwam. Carter Walton, de COO van het bedrijf en vriend van Ridge, was het hiermee niet mee eens. Hij bedacht een plan om het bedrijf een LLC te maken, waarmee ze minder belastingen hoefde te betalen. Hij maakte zichzelf de manager, waarop Ridge en Steffy (die Carter volledig vertrouwde) hun handtekeningen zette onder het LLC-contract. Toen Carter en Hope, die een relatie hadden gekregen, over hun plan praatte en Brooke dit hoorde, vertelde zij Carters plan aan Ridge. Ridge gaf Carter te mogelijkheid om het ongedaan te maken, maar hij weigerde en werd ontslagen. De papieren waren echter al ingediend en rechtvaardig verklaard, waardoor Carter de volledige leiding en macht kreeg over het familiebedrijf. Hij haalde direct Hope terug naar het bedrijf, waar Ridge, Steffy en Eric een plan maakte het bedrijf terug in handen te krijgen. Carter benoemde Brooke als de nieuwe CEO. Zij accepteerde dit, maar deed dat om het bedrijf terug te kunnen geven aan Ridge. Toen ze dit wilde vertellen aan hem, zag ze Taylor bij hem thuis. Later vertelde ze hem dit alsnog.

## Andere divisies

### Forrester International
Divisie van Forrester gevestigd in Parijs. Rick Forrester en Thomas Forrester hebben hier al gewerkt.

### Forrester Originals
Dit bedrijf werd opgericht nadat Forrester Creations aan Nick verkocht werd door Eric, Brooke, Ridge, Thorne en Stephanie. Nadat Eric Forrester Creations terugkocht slorpte dat bedrijf Originals op. Brooke Logan huurde Ashley Abbott in om een parfum te ontwerpen voor de nieuwe Forrester Original Boutique en noemde deze Phoebe, naar de dochter van Ridge, Phoebe Forrester.

### Forrester Originals Boutiques
Eric startte een keten van nieuwe boetieks om hun ontwerpen in te verkopen omdat Nick en Jackie alle andere klasseboetieks opgekocht hadden en ze fuseerden met de Jackie M boetieks.

## Leiding
Aan het hoofd van Forrester Creations staat de directeur-generaal die in de Engelse term CEO (Chief Executive Officer) genoemd wordt.
- Eric Forrester (1958–1993, 2003–2005, 2007–2009)
- Brooke Logan (1993–1995, 1998–2001, 2003–2004, 2006, 2025–heden)
- Grant Chambers (1996–1997)
- Stephanie Douglas (2005–2006)
- Nick Marone (2006–2007)
- Jacqueline Payne (2007, samen met Nick)
- Katie Logan (2009–2010)
- Ridge Forrester (2010–2014, 2016–2025)
- Rick Forrester (2014–2016)
- Steffy Forrester (2016–2025)